# Clotilde Bressler-Gianoli
Clotilde Bressler-Gianoli (3 juin 1872 - 12 mai 1912), parfois connue en tant que Clothilde Bressler-Gianoli, est une chanteuse d'opéra italienne née en Suisse. 

## Biographie
Clotilde Bressler-Gianoli est née dans le quartier des Eaux-Vives à Genève le 3 juin 1872 de parents italiens dans un milieu d'artistes plasticiens. Elle fait ses débuts au piano à l'âge de quatre ans et commence à se produire en public à l'âge de sept ans. Elle suit une formation de chanteuse aux conservatoires de Genève et Milan. 

## Carrière
Gianoli fait ses débuts professionnels dans Samson et Dalila de Saint-Saëns à Genève à l'âge de 19 ans. Elle est également contralto principale à La Scala, en 1908.  
Bressler-Gianoli joue le rôle principal dans Carmen de Bizet à Bruxelles en 1895 et à Paris en 1900. Son apparition la plus plébiscitée dans le rôle a lieu à la Manhattan Opera Company à New York en 1906 et 1907. Commentant sa prestation, The New York Times la décrit en ces termes : « une performance saisissante et originale … [son interprétation comporte] la méchanceté et toutes les ruses et trahisons que la méchanceté suggère ». Au cours de cette performance, Bressler-Gianoli est blessée sur scène, poignardée par Charles Dalmorès avec une lame factice suffisamment affûtée pour faire couler son sang. Elle est montée sur scène avec un bras bandé la représentation suivante. En 1907 à l'Opéra de Manhattan, elle joue le rôle principal dans la pièce d'Ambroise Thomas, Mignon. En tant que membre de la Philadelphia-Chicago Opera Company, elle apparaît dans Thaïs de Massenet et Louise de Charpentier avec Mary Garden et Dalmorès, tous deux en 1911,. 

Son interprétation de Carmen lui vaut en 1909 le commentaire suivant d'un critique genevois :  

«  C’est toujours, au point de vue vocal, la perfection même et dites par cette voix chaude et si artistement conduite, toutes les pages de la Carmencita ont leur maximum de relief, de charme et de fini dans l’exécution. Et la comédienne au jeu plein d’autorité, délicieuse dans les parties gaies, et si tragique dans les autres, égale la chanteuse. Son succès fut triomphal et les rappels innombrables. »

.

## Vie privée
Clotilde Bressler-Gianoli est mariée et a au moins un fils, Henri, qui l'accompagne à New York. En 1909, elle perd la vue et passe du temps à Zurich à la recherche d'un traitement. Elle décède à Genève en 1912 d'une septicémie après une appendicectomie.  

## Hommage et postérité

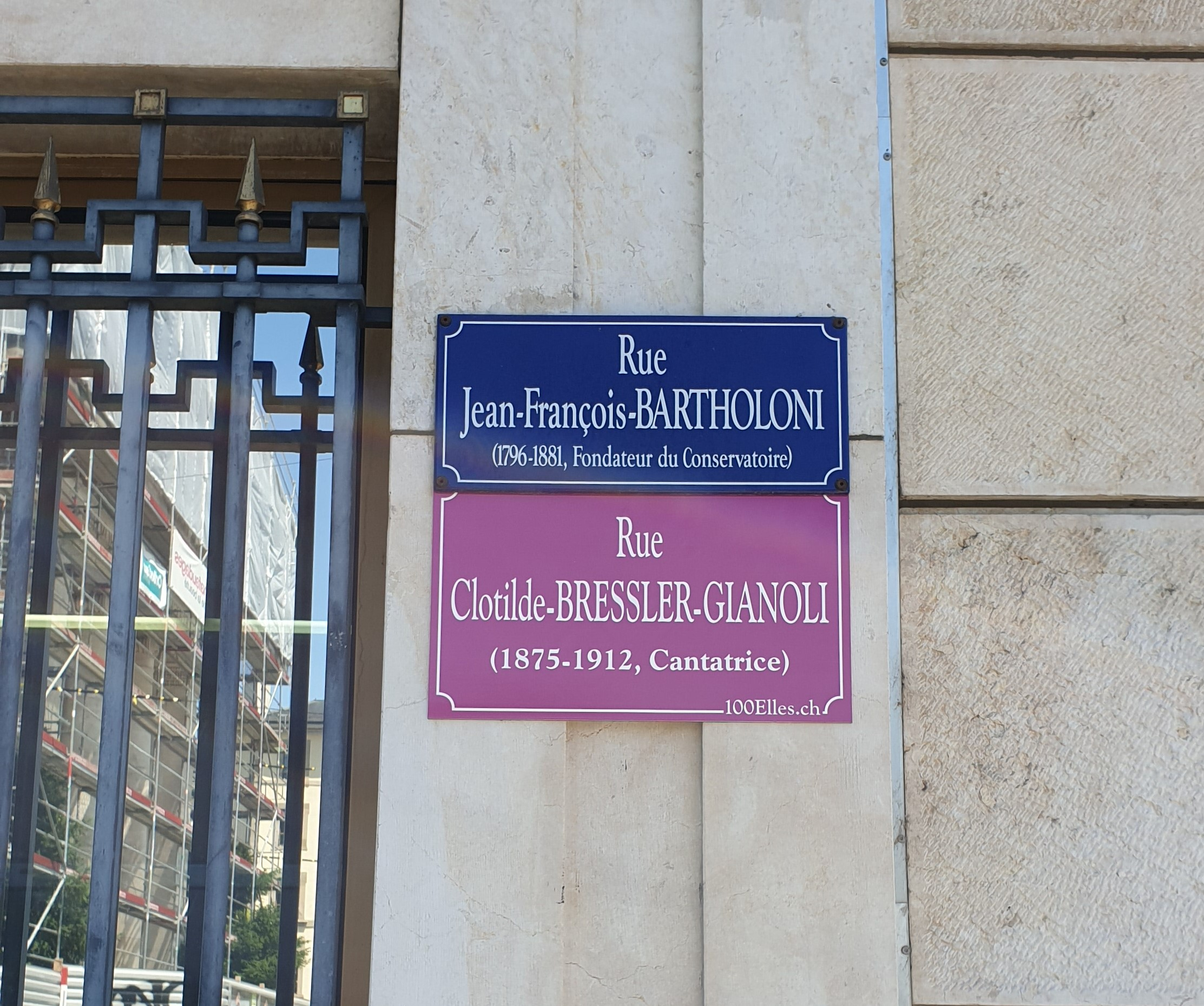
Rue Clotilde Bressler-Gianoli (renommage temporaire de la rue Jean-François Bartholoni à Genève)

En 2019 à Genève l'association l'Escouade dans le cadre du projet 100elles renomme temporairement la rue Jean-François Bartholoni à son nom,.